# Sergentomyia balmicola
Sergentomyia balmicola är en tvåvingeart som först beskrevs av Abonnenc, Adam och Bailly-choumara 1959.  Sergentomyia balmicola ingår i släktet Sergentomyia och familjen fjärilsmyggor. Inga underarter finns listade i Catalogue of Life.
Artens utbredningsområde är Kamerun.